# Prisons XI Gaborone
Der Prisons XI Gaborone Football Club ist ein 1964 gegründeter botswanischer Fußballverein aus der Stadt Gaborone. Aktuell spielt der Verein in der zweiten Liga des Landes, der Botswana First Division.
Der Verein ist auch unter dem Nickname The Warders bekannt.

## Stadion
Seine Heimspiele trägt der Verein im Botswana Police College Stadium in Otse aus. Das Stadion hat ein Fassungsvermögen von 1500 Personen.

## Saisonplatzierung
| Saison  | Liga                            | Level                                        | Teams                                        | Platz                                        |
| ------- | ------------------------------- | -------------------------------------------- | -------------------------------------------- | -------------------------------------------- |
| 2017/18 | Botswana First Division (South) | 2                                            | 12                                           | 2. ▲                                         |
| 2018/19 | Botswana Premier League         | 1                                            | 16                                           | 13.                                          |
| 2019/20 | Botswana Premier League         | 1                                            | 16                                           | 6.                                           |
| 2020/21 | Botswana Premier League         | Keine Austragung wegen der COVID-19-Pandemie | Keine Austragung wegen der COVID-19-Pandemie | Keine Austragung wegen der COVID-19-Pandemie |
| 2021/22 | Botswana Premier League         | 1                                            | 16                                           | 13.                                          |
| 2022/23 | Botswana Premier League         | 1                                            | 16                                           | 14. ▼                                        |